# Kongeligt ridestævne
|  | Denne artikel er oprettet af botten Steenthbot ud fra en ekstern database. Den kan derfor have sproglige fejl eller mangler. Denne skabelon kan fjernes efter kontrol af indholdet. |

Kongeligt ridestævne er en dansk dokumentarfilm fra 1963.

## Handling
Kronprins Konstantin og prinsesse Anne Marie til ridestævne i Athen. 9. juni 1963